# Gare de Bakersfield
La  gare de Bakersfield est une gare ferroviaire des États-Unis située à Bakersfield en Californie; Elle est desservie par Amtrak. C'est une gare avec personnel.

## Histoire
Elle est mise en service en 2000.

## Service des voyageurs

### Desserte
- Ligne d'Amtrak[1] :
  - Le San Joaquins: Oakland/Sacramento - Bakersfield